# Mosheim, Tennessee
Mosheim, Tennessee (енгл. Mosheim) град је у америчкој савезној држави Тенеси.

## Демографија
По попису из 2010. године број становника је 2.362, што је 613 (35,0%) становника више него 2000. године.
| Група             | 2000.         | 2010.         |
| Белци             | 1.726 (98,7%) | 2.274 (96,3%) |
| Афроамериканци    | 8 (0,5%)      | 17 (0,7%)     |
| Азијати           | 2 (0,1%)      | 4 (0,2%)      |
| Хиспаноамериканци | 2 (0,1%)      | 41 (1,7%)     |
| Укупно            | 1.749         | 2.362         |